# Maggi Kvestad
Maggi Kvestad (21 februari 1910 - 24 november 2004) was een schaatsster uit Noorwegen. Ze won de bronzen medaille tijdens de wereldkampioenschappen schaatsen in 1947.

## Resultaten

### Wereldkampioenschappen
| Jaar | Jaar     | Plaats    | Resultaten       | Resultaten                                 |
| ---- | -------- | --------- | ---------------- | ------------------------------------------ |
| 1947 | Allround | Drammen   | Allround         | 6e 500 m 5e 1000 m 3e 3000 m 2e 5000 m     |
| 1948 | Allround | Turku     | Niet deelgenomen | Niet deelgenomen                           |
| 1949 | Allround | Kongsberg | 14e Allround     | 14e 500 m 15e 1000 m 12e 3000 m 14e 5000 m |

### Noorse kampioenschappen
| Jaar | Resultaten  | Resultaten                             |
| ---- | ----------- | -------------------------------------- |
| 1946 | Allround    | 5e 500 m 4e 1000 m 4e 1500 m 4e 3000 m |
| 1947 | 4e Allround | 8e 500 m 2e 1000 m 7e 1500 m 2e 3000 m |
| 1948 | 5e Allround | 8e 500 m 5e 1000 m 3e 1500 m 3e 3000 m |
| 1949 | Allround    | 4e 500 m 5e 1000 m 2e 1500 m 2e 3000 m |

## Persoonlijke records
| Afstand    | Tijd     | Datum            | Baan      |
| ---------- | -------- | ---------------- | --------- |
| 500 meter  | 54,60    | 12 februari 1949 | Kongsberg |
| 1000 meter | 1.55,10  | 1 februari 1947  | Tinn      |
| 1500 meter | 2.54,30  | 5 februari 1949  | Oslo      |
| 3000 meter | 6.10,40  | 5 februari 1949  | Oslo      |
| 5000 meter | 10.48,60 | 12 februari 1949 | Kongsberg |